# Första livgrenadjärregementet
Första livgrenadjärregementet (I 4) var ett infanteriförband inom svenska armén som verkade i olika former åren 1816–1927. Förbandsledningen förlagd i Linköpings garnison i Linköping. Åren 1816–1927 var regementet en del av Kungl. Maj:ts Liv- och Hustrupper.

## Historia
Första livgrenadjärregementet bildades I samband med att det ursprungliga Livgrenadjärregementet delades i två delar 1816, Första livgrenadjärregementet och Andra livgrenadjärregementet. Regementets historik sträcker sig tillbaka till de östgötafänikor som uppsattes 1551 och som i början av 1600-talet blev Östgöta infanteriregemente. År 1791 sammanslogs Östgöta infanteriregemente med Östgöta kavalleriregemente och bildade (det första) Livgrenadjärregementet. Infanteridelen i Livgrenadjärregementet benämndes Livgrenadjärregementets rotehållsdivision medan kavalleridelen benämndes Livregementets rusthållsdivision
Den rangordning som hade fastställts i 1634 års regeringsform började halta och skapa luckor efter freden i Fredrikshamn den 17 september 1809, då Finland tillföll Ryssland och de svenska regementen i Finland upplöstes. Därmed fanns det ett behov med att skapa ett nytt system. Under kronprins Karl Johans tid infördes 1816 ett nytt numreringssystem, där de svenska regementena genom en generalorder den 26 mars 1816 tillfördes ett officiellt ordningsnummer, till exempel № 4 Första livgrenadjärregementet. Till grund för numreringen låg inte bara ett regementes status, utan också de svenska landskapens inbördes ordning, samt att Svealand, Götaland och Norrland skulle varvas. De lägsta ordningsnumren tilldelades "liv- och hus- trupperna". Dessa nummer hade dock ingenting med rangordningen att göra, vilket bland annat framgår av gamla förteckningar där infanteri- och kavalleriförband är blandade just med hänsyn till rang och värdighet.
I samband med 1914 års härordning justerades 1914 samtliga ordningsnummer inom armén. För till exempel Första livgrenadjärregementet innebar det att regementet blev tilldelad beteckningen I 4. Justeringen av beteckningen gjordes för att särskilja regementen och kårer mellan truppslagen. Det med bakgrund till att namn och nummer som till exempel № 3 Livregementets grenadjärkår och № 3 Livregementets husarkår kunde förefalla egendomliga för den som inte kände till att förbanden ifråga tillhörde skilda truppslag.
I samband med försvarsbeslutet 1925 kom Första livgrenadjärregementet (I 4) och Andra livgrenadjärregementet (I 5) återigen att slås samman, för att från den 1 januari 1928 bilda Livgrenadjärregementet (I 4). I och med genomförandet av 1925 års försvarsbeslut bröts väsentliga delar av det tidigare rangordningssystemet sönder. Detta skedde genom att truppförband med höga stamnummer flyttades in i låga nummer som blivit vakanta efter avvecklade eller sammanslagna regementen och därvid även fick tillgodoräkna rang i enlighet med platsen i nummerserien. Livgrenadjärregementet övertog från den 1 januari 1928 det nummer som Första livgrenadjärregementet innehaft, det vill säga I 4.

## Ingående enheter
Genom 1901 års härordning fastställdes att tillgång till trupp skulle regleras genom allmän värnplikt, vilket bland annat resulterade i att infanteriregementena utökades med en bataljon och kom att omfatta tre infanteribataljoner. I samband med krigsutbrottet 1914 fastställdes försvarsbeslutet 1914, vilket bland annat medförde att linjeregementet I 4 organiserades och mobiliserades. I likhet med övriga infanteriregementen skulle också ett reservregemente sättas upp, dock kom dessa aldrig att mobiliseras. Vidare infördes en brigadorganisation inom armén, där två infanteriregementen bildade en brigad. I 4 tillsammans med I 5 bildade 3. infanteribrigaden, ingående i II. arméfördelningen.

### 3.infanteribrigaden
3. infanteribrigaden var en infanteribrigad inom II. arméfördelningen som verkade åren 1915–1927 och bestod av Första livgrenadjärregementet och Andra livgrenadjärregementet.

### Kompanier
1. Livkompaniet
2. Stångebro kompani
3. Kinds kompani
4. Östanstångs kompani
5. Ombergs kompani
6. Vreta Klosters kompani
7. Motala kompani
8. Ydre kompani

## Förläggningar och övningsplatser
Både Första livgrenadjärregementet och Andra livgrenadjärregementet delade på samma mötesplats vid Malmen utanför Linköping. I oktober 1922 förlades båda regementen till ett nyuppfört dubbelkasernområde i Linköping, vilket uppfördes efter 1901 års härordnings byggnadsprogram efter Kasernbyggnadsnämndens andra typritningsserie för infanterietablissement. De två kasernområdena åtskildes av en väg och var i stort sett en spegelbild av varandra. Det vill säga med varsin matsal, varsitt förråd, varsitt sjukhus och varsina mässar och så vidare. På den östra delen av dubbelkasernområdet förlades i oktober 1922 Första livgrenadjärregementet.
När sedan regementet upplöstes 1927 kom en bataljon ur det nya Livgrenadjärregementet 1928 att förläggas till den östra delen. Kanslihuset på den östra delen övertogs 1928 av Östra brigadstaben, som verkade fram till årsskiftet 1937/1938. Hösten 1927 förlades en truppslagsskola, Trängtruppernas officersaspirantskola, till den östra delen. Denna flyttades 1943 till kasernområdet på Kaserngatan i Linköping.
År 1938 bildades Östgöta luftvärnsartilleriregemente och förlades till den östra delen. Vilket följdes med luftvärnets truppslagsskola. Genom försvarsbeslutet 1958 beslutades att Östgöta luftvärnsregemente skulle upplöstes och avvecklas, vilket medförde att luftvärnets truppslagsskola omlokaliseras till Göteborgs garnison. Som kompensation till garnisonen beslutades i försvarsbeslutet att Svea artilleriregemente skulle förläggas till Linköping. Svea artilleriregemente flyttades från Rissne till Linköping våren 1963 och övertog kasernerna på den östra delen. Efter att hela garnisonen avvecklades 1997, såldes dubbelkasernområdet till det statliga fastighetsutvecklingsbolaget Vasallen.

## Heraldik och traditioner
Regementets är fana är vit prydd med stora riksvapnet, dock utan mantel. Under serafimerkedjans ordenskors är ett vitt svärd stolpvis placerat. Svärdet är tecknet för Sveriges högsta krigsutmärkelse, Riddare med Svärdsorden stora kors, första klass, se Svärdsorden. I varje hörn av fanan snedställd lågande vit granat, vilket även är regementets igenkänningstecken. År 1882 och 1901 justerades fanan, då regementets segernamn tillfördes fanan.
Från den 1 januari 1928 kom traditionsansvaret över regementet föras vidare av Livgrenadjärregementet. Från den 1 juli 1994 även av Livgrenadjärbrigaden, fram till att regementet och brigaden avvecklades den 31 december 1997.

### Marsch
Åren 1845–1870 samt 1893–1927 hade regementet marschen "Ryska grenadjärregementets 'Konungen av Preussen' marsch" (Schubert), åren 1870–1883 var den "Wiener Rekruten-Marsch" (Stolz), och åren 1883–1893 "Napoleonmarsch" (Parlow).

### Uniform
Manskapet uniform var mörkblå. Kragen var av rött kläde med två knapphål i vitt redgarn. Fasta axelklaffar i mörkblått kläde med en vit flammande granat på mitten. Ärmuppslag med klaffar i rött kläde och tre knapphål i vitt redgarn. Vit passpoal på ärmuppslag och fållklaffar men ej framtill. Enradig knapprad om åtta stora knappar, släta i silver.

## Förbandschefer
Sekund- och regementschefer verksamma vid regementet åren 1816–1927. Sekundchef var en titel som användes fram till den 31 december 1974 vid de regementen som ingick i Kungl. Maj:ts Liv- och Hustrupper. Åren 1816–1818 var kronprinsen regementschef. Åren 1818–1927 var H M Konungen regementschef.

### Regementschefer
- 1816–1818: Kronprins Karl Johan
- 1818–1844: Karl XIV Johan
- 1844–1859: Oscar I
- 1859–1872: Karl XV
- 1872–1905: Oscar II
- 1907–1927: Gustaf V

### Sekundchefer
- 1816–1832: Carl Melker Strömfelt
- 1832–1845: Stafs von Post
- 1845–1848: Carl Ludvig von Hohenhausen
- 1848–1852: David Magnus Klingspor
- 1852–1854: Malcolm Ahnström
- 1854–1858: Johan Magnus Björnstjerna
- 1858–1871: Hampus Mörner
- 1871–1879: Gustaf Örn
- 1879–1890: Carl Adolf Melcher Lagerfelt
- 1890–1898: Pontus Henrik Wilhelm Reutersvärd
- 1898–1906: Edvard Brändström
- 1906–1914: Ernst Herman Daniel Wilhelm von Bornstedt
- 1914–1919: Carl Gustaf Hammarskjöld
- 1919–1927: Knut Otto Hjalmar Säfwenberg

## Namn, beteckning och förläggningsort
| Kungl Första livgrenadjärregementet | 1816-03-26 | – | 1927-12-31 |

| № 4 | 1816-03-26 | – | 1914-09-30 |
| I 4 | 1914-10-01 | – | 1927-12-31 |

| Malmen (F)              | 1816-03-26 | – | 1922-10-?? |
| Linköpings garnison (F) | 1922-10-?? | – | 1927-12-31 |

## Kända personer som gjort värnplikt på I 4
- Tage Erlander, statsminister (värnplikt 1921–1922).[18]

## Galleri

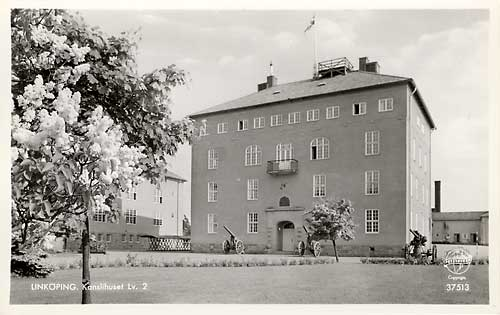
Kanslihuset vid Första livgrenadjärregementet.
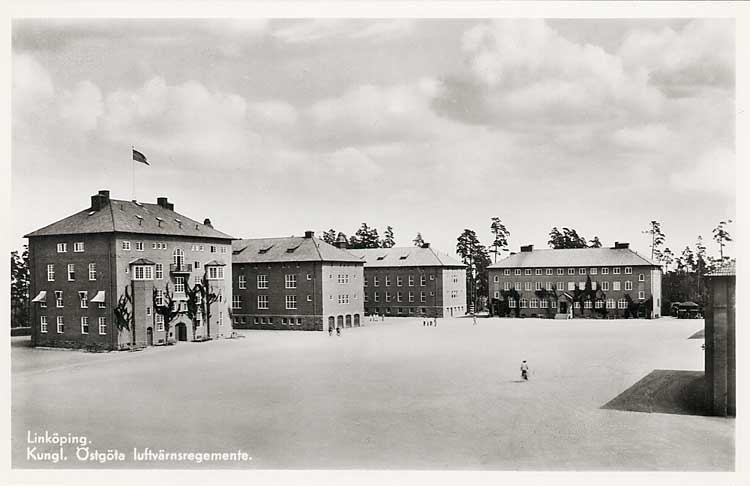
Kaserngården vid Första livgrenadjärregementet.
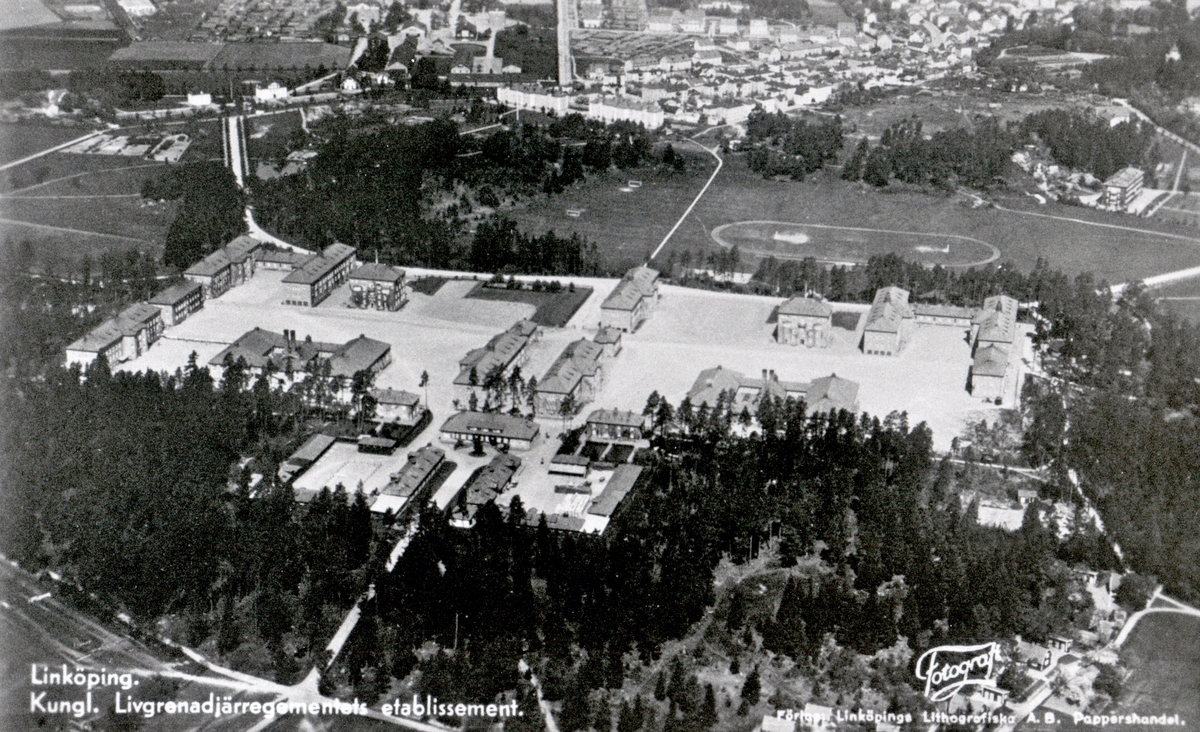
Vy över dubbelkasernområdet.
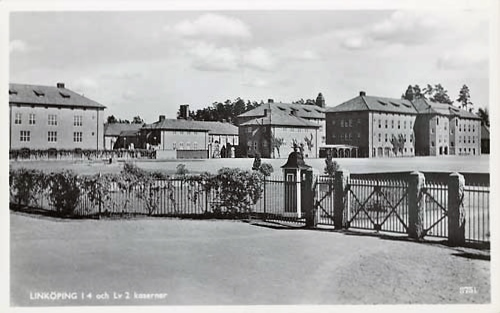
Vy över dubbelkasernområdet.
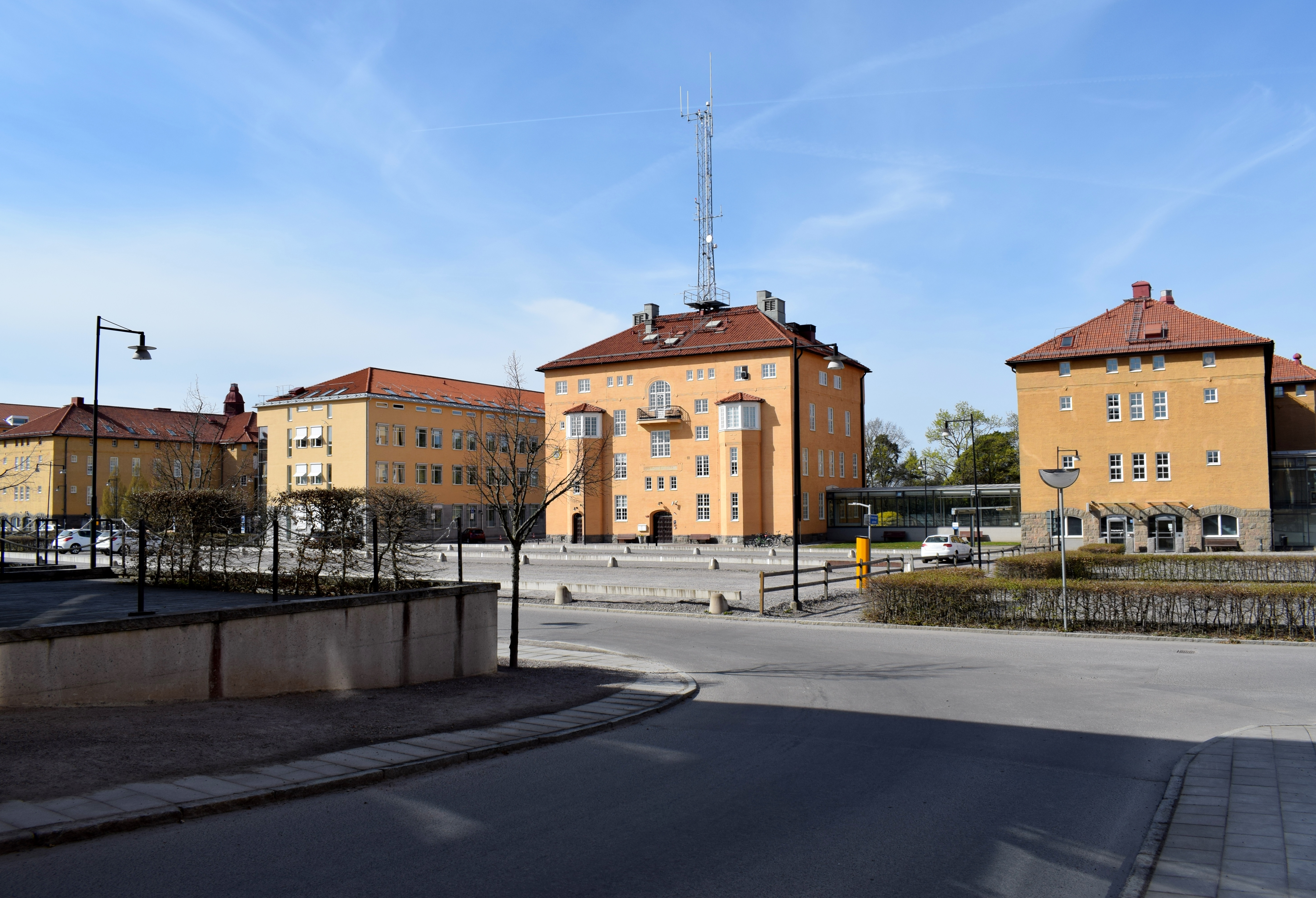
Regementets kanslihus i Linköping.
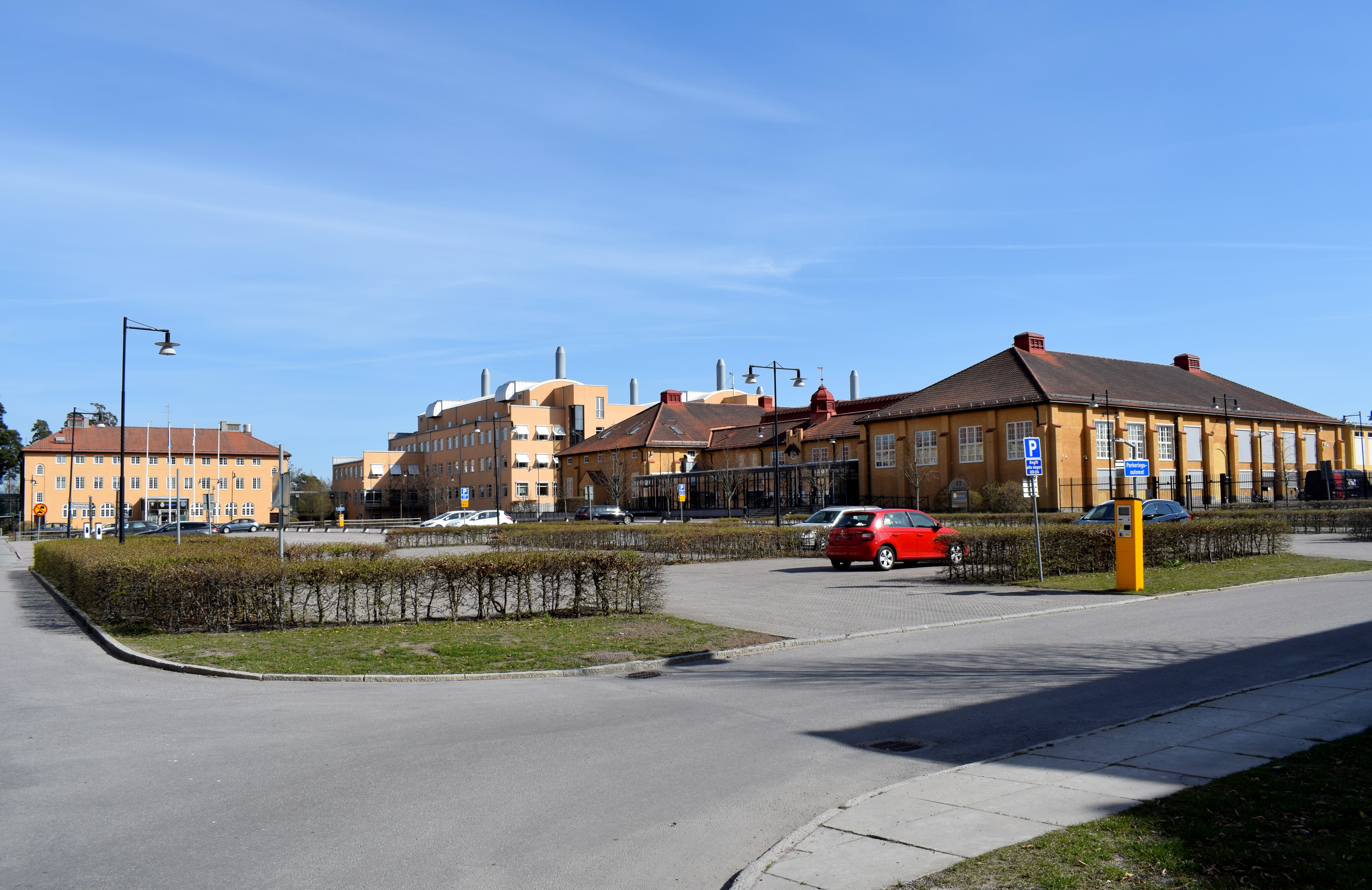
Regementets kaserngård och matsal i Linköping.
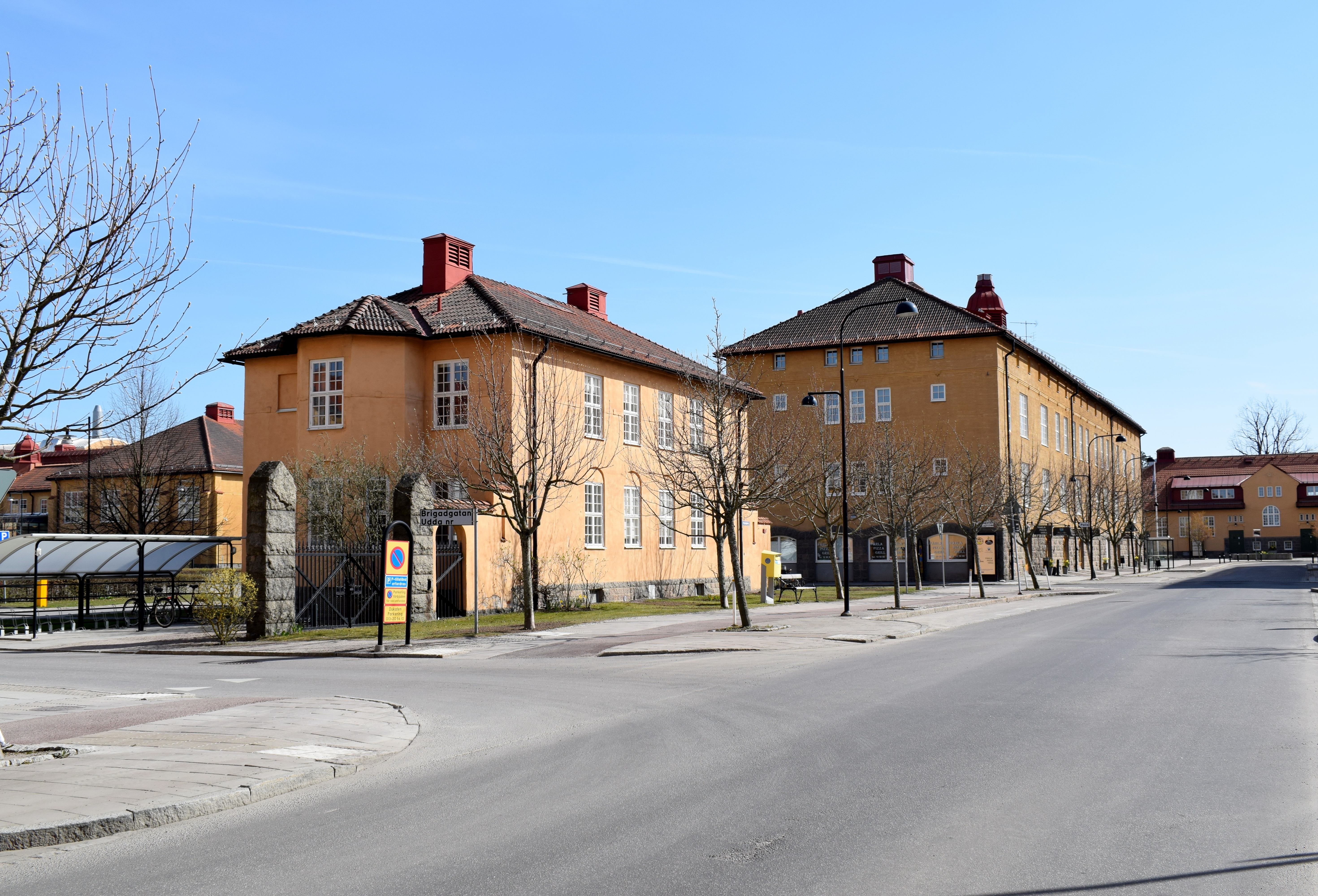
Före detta vaktlokal och entré till regementet i Linköping.
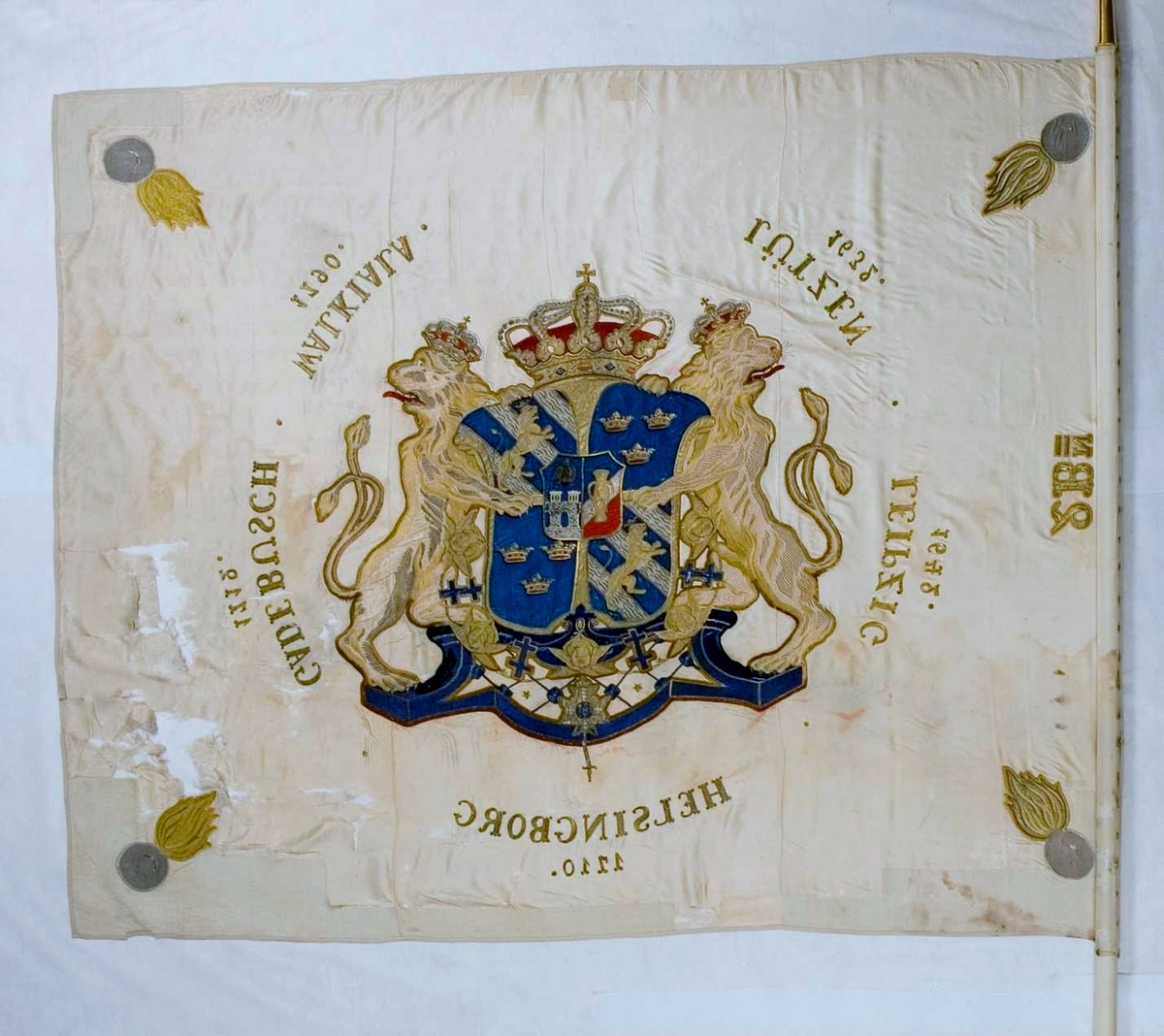
Fana m/1819
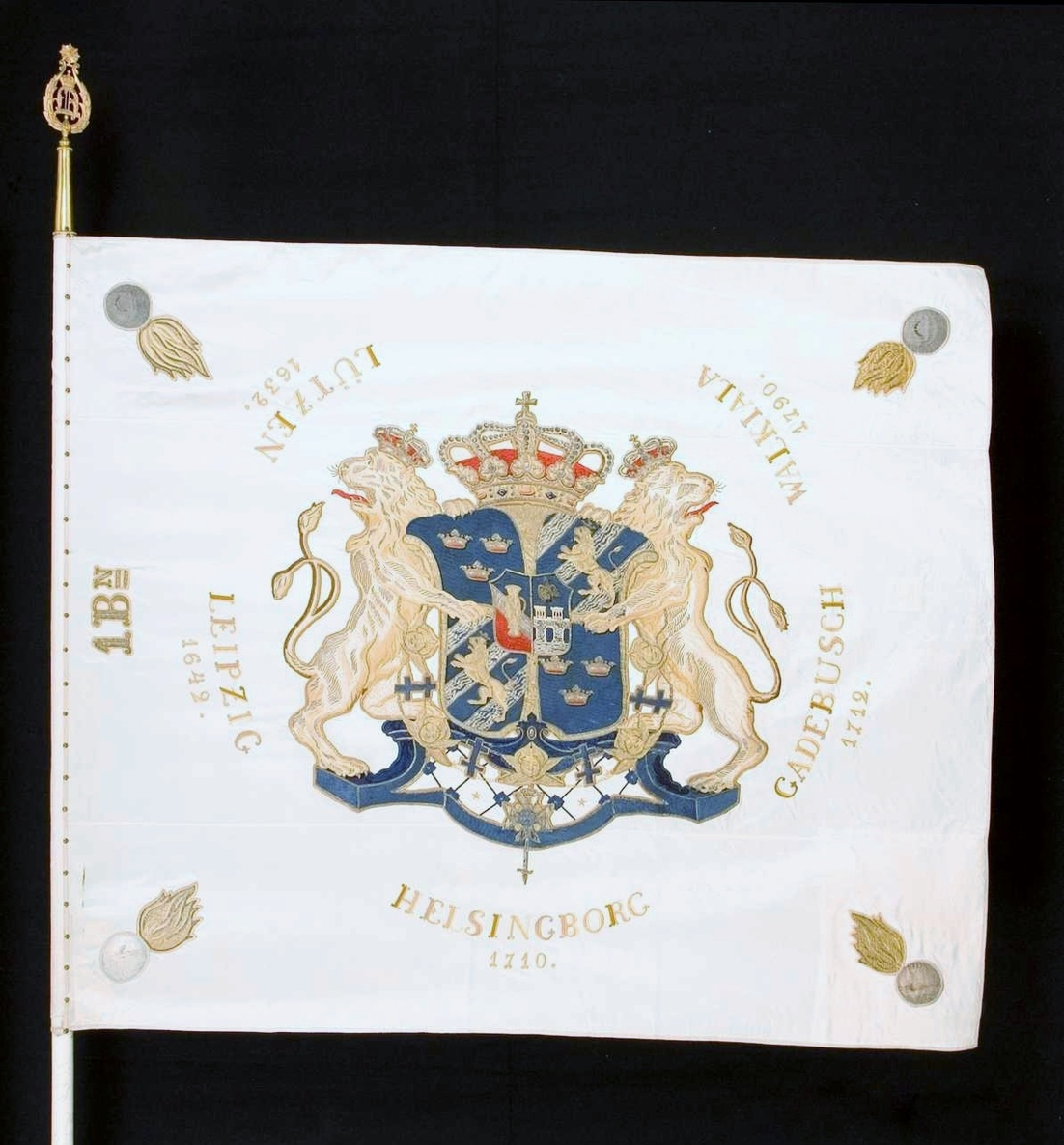
Fana m/1850
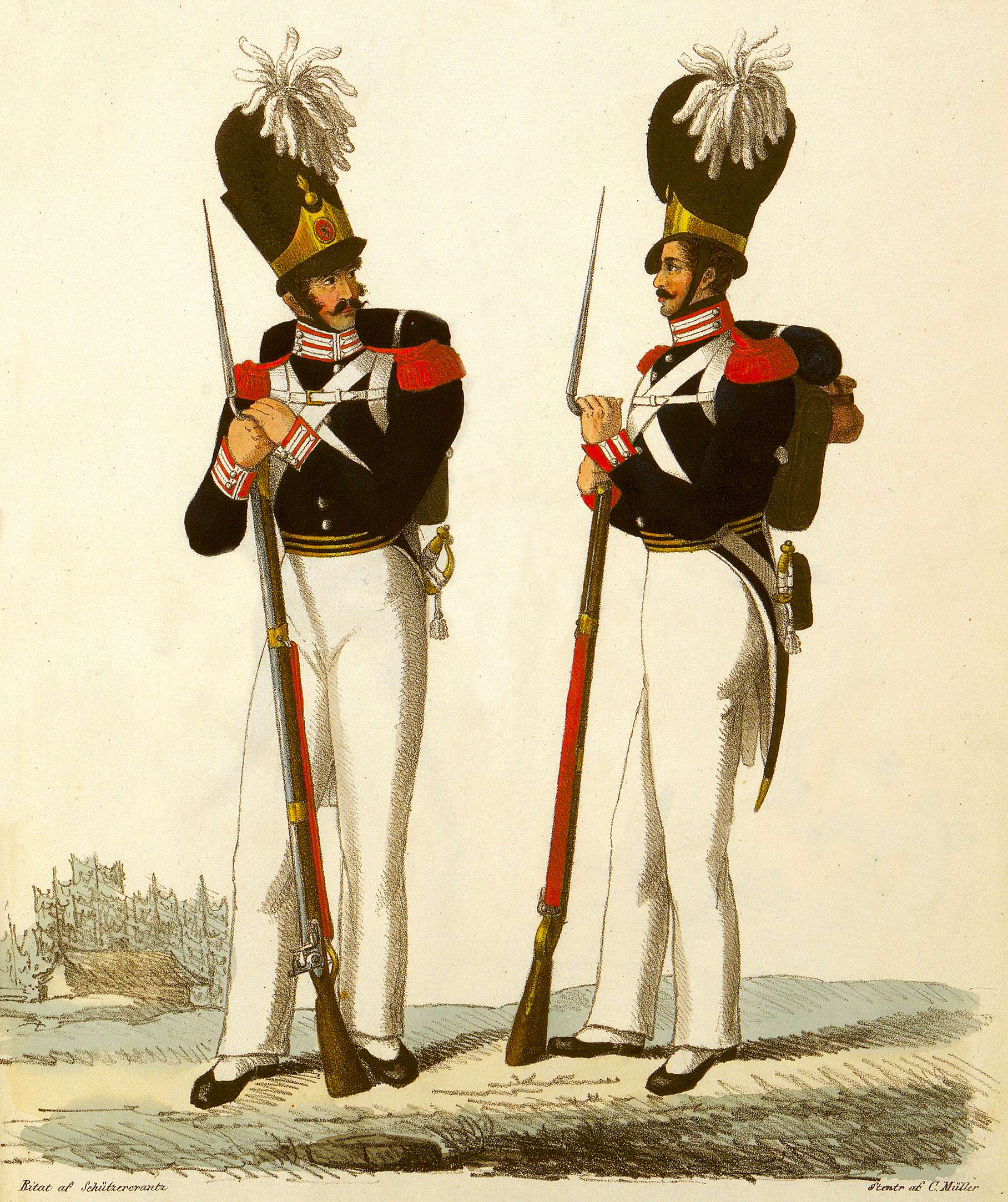
Uniformer för Första livgrenadjärregementet (t.v.) och Andra livgrenadjärregementet (t.h.) cirka 1825. Adolf Ulrik Schützercrantz.
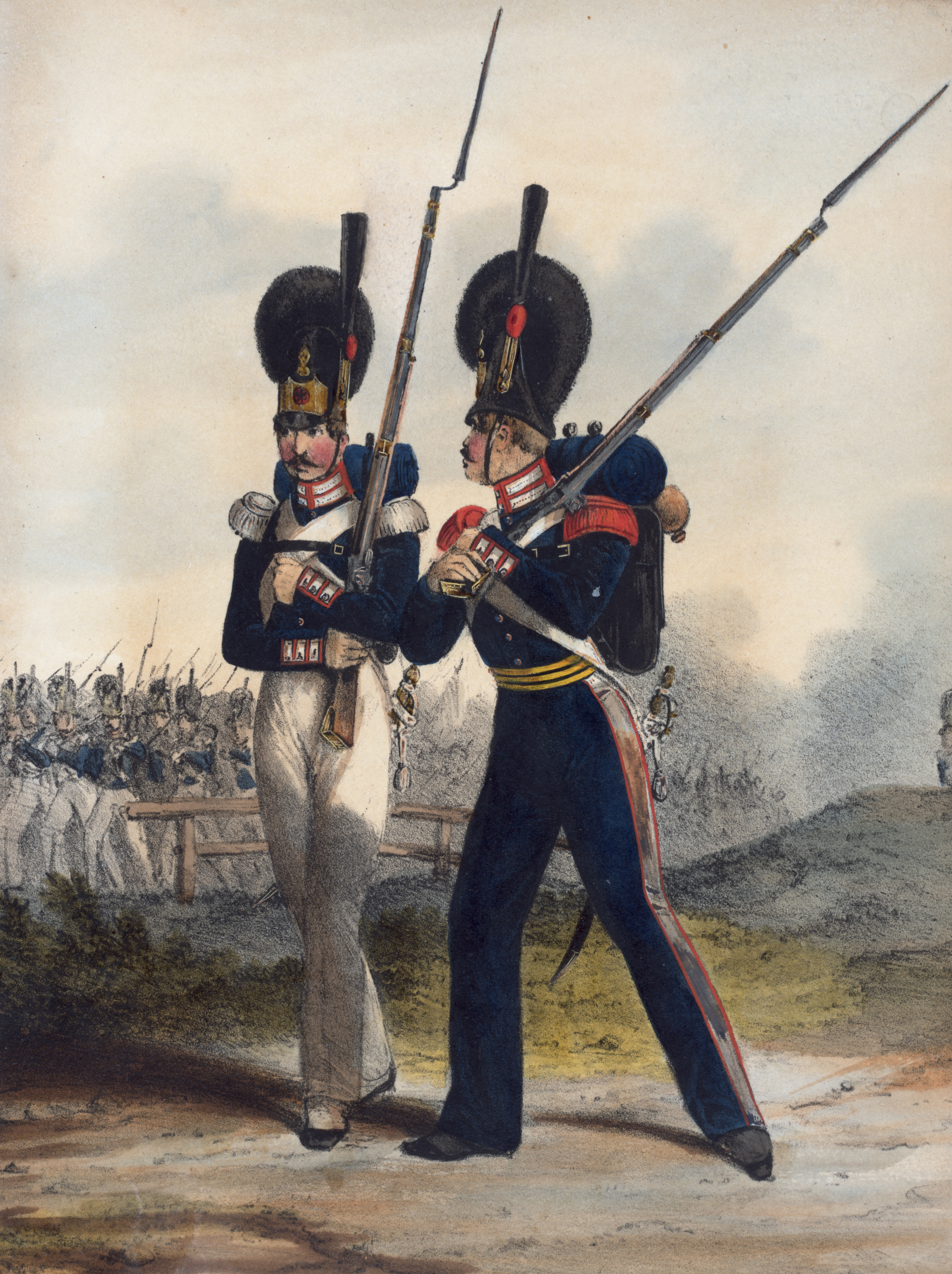
Uniformer för första livgrenadjäregementet (t.h.) och Andra livgrenadjärregementet (t.v.) cirka 1840. Heinrich Ambros Eckert.
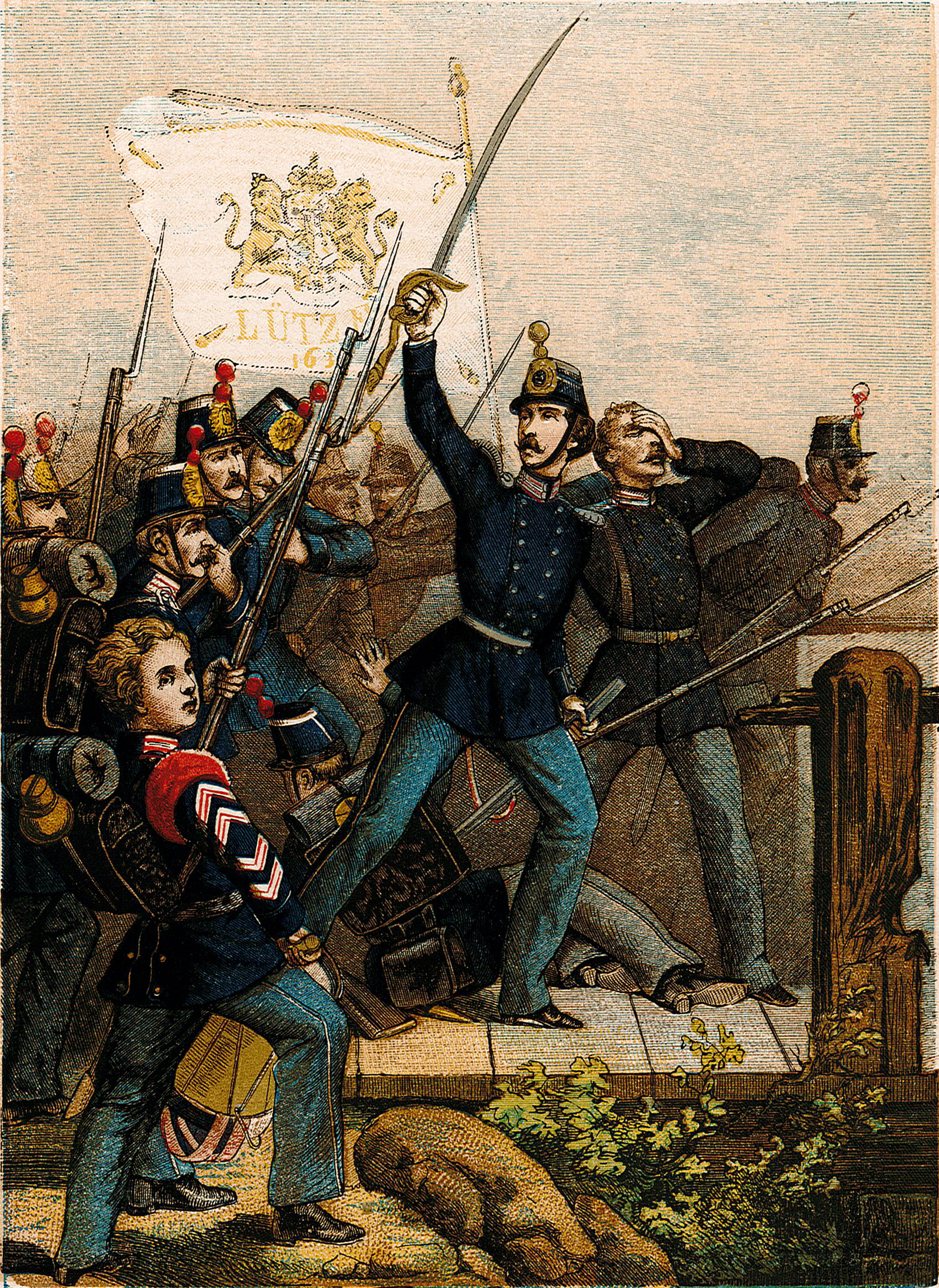
Regementets uniformer vid mitten av 1860-talet.
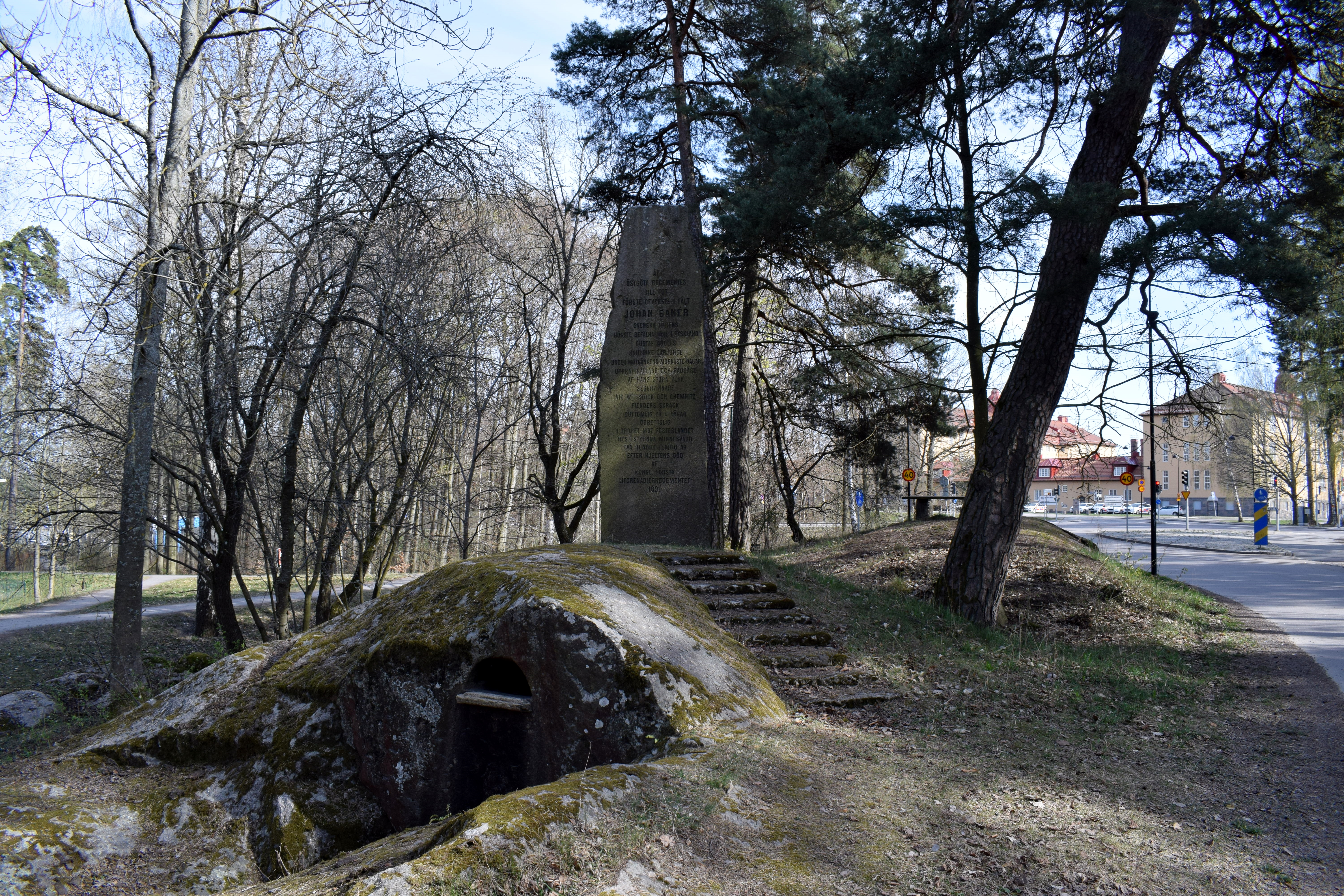
Första livgrenadjärregementet minnessten
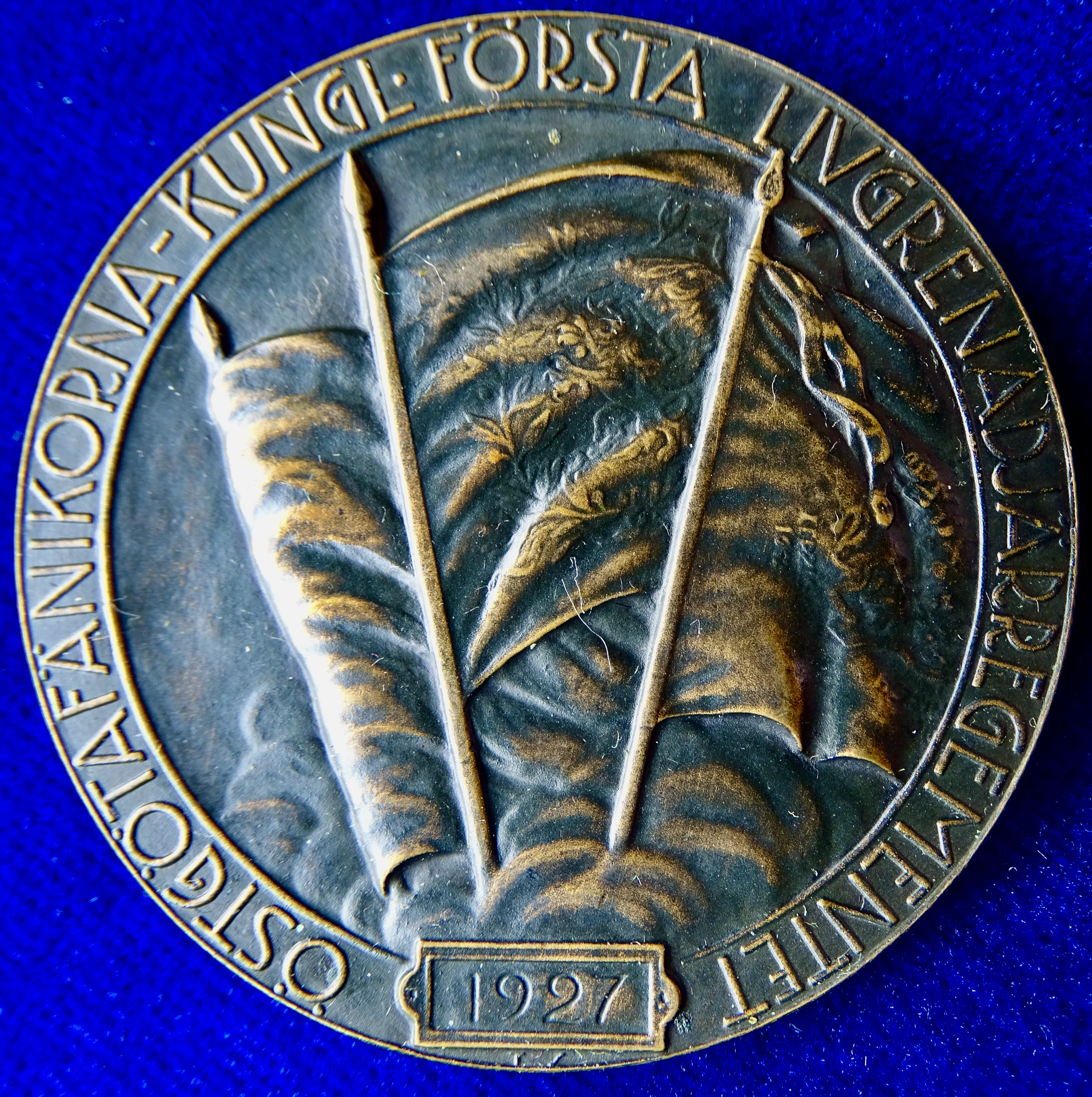
Medalj 1927 för Kungliga första livgrenadjärregementet, avers
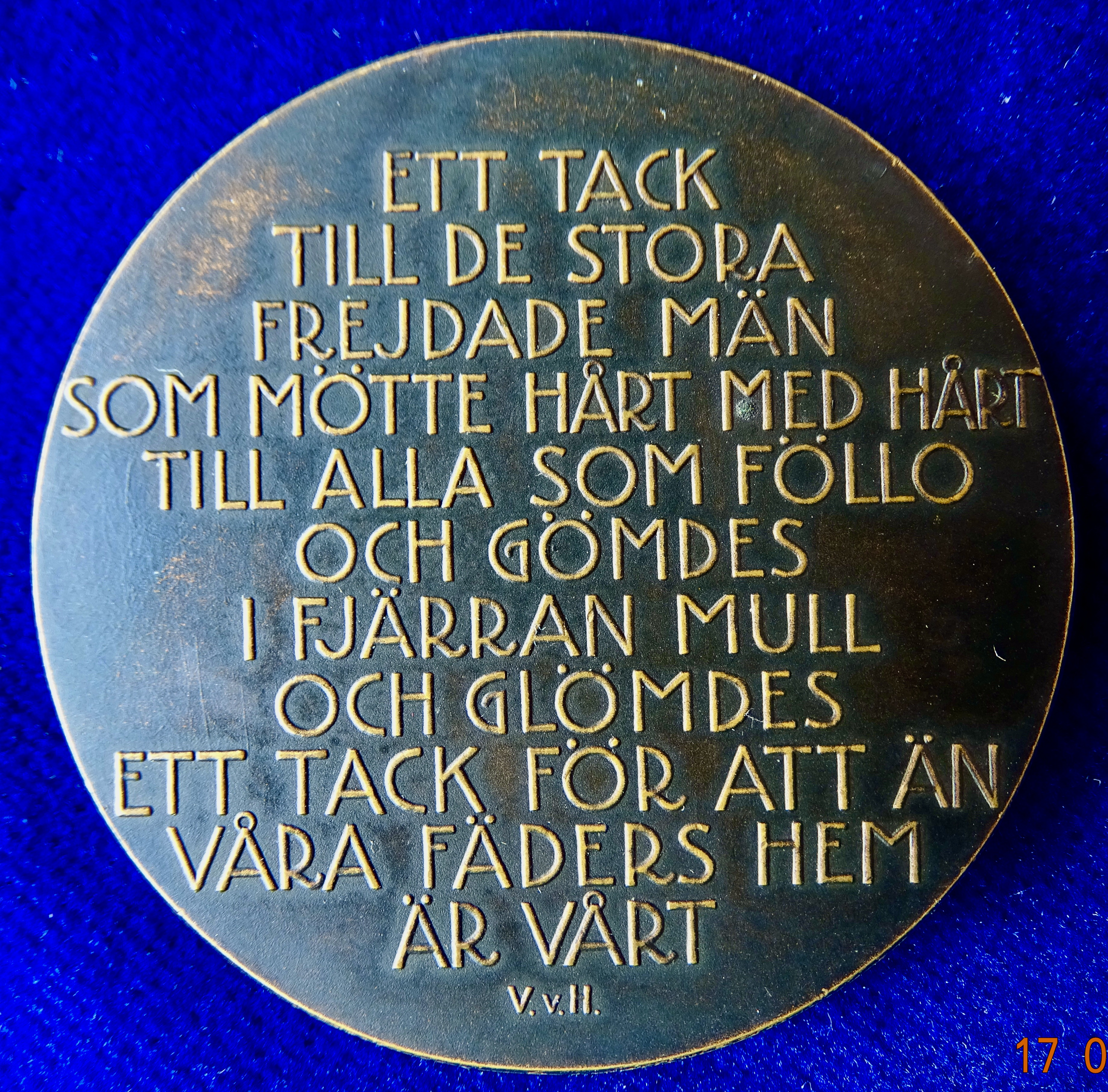
Art Deco medalj 1927, revers